# Hélio Emerson Belluomini
Hélio Emerson Belluomini (* 4. Januar 1924; † 5. Mai 2014 in São Carlos, São Paulo), manchmal auch als Hélio E. Belluomini zitiert, war ein brasilianischer Tierarzt und Herpetologe, der sich vornehmlich mit Schlangengift befasste.

## Leben
Belluomini zog im Alter von 17 Jahren nach São Paulo, wo er bis 2010 lebte, studierte und arbeitete. 1947 schrieb er sich an der Veterinärmedizinischen Fakultät der Universidade de São Paulo (USP) ein, wo er 1950 sein Studium der Veterinärmedizin abschloss. Dort war er auch auf experimentelle Pathologie und Schlangenkunde spezialisiert. 1951 trat er in das Instituto Butantan ein, wo er zunächst als Techniker für Schlangen und ab 1956 als Tierarzt tätig war. In den folgenden Jahren leitete er den Statistikbereich und war mit der Zeichnungsabteilung betraut. Von 1965 bis 1982 war er Forscher und ab 1970 technischer Direktor des Dienstes für Gifttiere in der Abteilung Biologie, verantwortlich für die Gewinnung von Giften von Amerikanischen Lanzenottern und Grubenottern im experimentellen Vivarium. 1972 wurde er mit der Dissertation Envenenamento Crotálico Experimental em Bovinos über die Wirkung von Grubenotterngift bei Rindern an der Abteilung für Parasitologie des Instituto de Ciências Biomédicas der Universidade de São Paulo zum Doktor promoviert.
Nach seinem Ausscheiden als Forscher beim Butantan-Institut wurde Belluomini 1983 als Tierarzt bei der Fundação Jorge Duprat de Figueiredo, de Segurança da Medicina do Trabalho (FUNDACENTRO) angestellt.
Er hat mehr als 500 Konferenzen, Vorträge und Vorlesungen gehalten sowie Lehrgänge und Seminare in seinem Fachgebiet, den Gifttieren, organisiert.
Belluomini war als Hauptautor oder Coautor bei mehr als 50 wissenschaftlichen Veröffentlichungen über Gifttiere in regionalen und internationalen Fachzeitschriften beteiligt. Er schrieb das Kapitel Extraction and quantities of venom obtained from some brasilian snakes im Werk Venomous Animals and their venoms: Venomous  Vertebrates, das 1967 von Wolfgang Bücherl, Eleonor E. Buckley und Venancio Deulofeu herausgegeben wurde.
1959 beschrieb Belluomini in Zusammenarbeit mit Alphonse Richard Hoge die Lanzenotternart Bothrops fonsecai.

## Mitgliedschaften
1950 war er Mitglied des Universitätsrats der Universität von São Paulo sowie Präsident der Studentenvereinigung der Veterinärmedizinischen Fakultät und der anderen Studiengänge der Einrichtung. 1961 wurde er Oberleutnant der Veterinärmedizin R/2 der brasilianischen Armee. Von 1966 bis 1973 war er Beiratsmitglied sowie von 1968 bis 1973 Mitglied des Verwaltungsrates der Stiftung des Zoo São Paulo. Von 1966 bis 1968 war er Mitglied des wissenschaftlichen Ausschusses der Sociedade Paulista de Medicina Veterinária (SPMV). 1968 nahm er in Zusammenarbeit mit dem Parasitologen Herman Lent und dem Pater J. S. Moure am II. Brasilianischen Kongress für Zoologie im Museu Nacional da Universidade Federal do Rio de Janeiro teil. 1970 war er Vorsitzender des Redaktionsausschusses der Zeitschrift Memórias do Instituto Butantan. Von Juli bis August 1974 war er brasilianisches Delegationsmitglied im Rahmen des Kooperationsabkommens zwischen Brasilien und Kolumbien im Gesundheitsbereich. 1986 wirkte er am nationalen Programm zur Bekämpfung von Schlangenplagen, einem Projekt des Gesundheitsministeriums, mit. Zudem war er Mitglied der Sociedade Brasileira para o Progresso da Ciência (SBPC), wo er von 1965 bis 1969 Ratsmitglied war, sowie in der Academia Paulista de Medicina Veterinária (APAMVET).

## Privates
Belluomini war verheiratet und hatte eine Tochter. 2010 zog er nach São Carlos, wo er am 5. Mai 2014 starb.

## Ehrungen und Dedikationsnamen
1951 war er Ehrenmitglied des Akademischen Zentrums für Veterinärmedizin an der USP. 1982 wurde ihm durch die Forst- und Wasserwirtschaftspolizei des Staates São Paulo die Medaille zum Gedenken an die Sechshundertjahrfeier der Militärpolizei des Bundesstaates São Paulo verliehen. 2004 wurde die Schlangenart Atractus emersoni beschrieben, die heute als Synonym von Atractus natans Hoogmoed & Prudente, 2003 gilt. Ebenfalls im Jahr 2004 wurde ihm die Schlangenart Atractus heliobelluomini gewidmet.